# Stavreshoved
Stavreshoved er den sydøstlige halvø af Hindsholm på Nordøstfyn i Kerteminde Kommune. 
Langs den 8 kilometer lange kyst rundt om Stavreshoved øst for Hverringe Gods blev i alt 330 hektar landbrugsjord, skov og uopdyrkede arealer (moser og enge) fredet i 1955

Landbrugsjorderne brydes af stendiger, læhegn og enlige træer eller trægrupper. Staveskov ved pynten er stort set kun løvskov. Ud til kysten ved Romsø Sund ligger Langemosen, der er interessant for dens fugle- og planteliv. Umiddelbart vest for fredningen ligger herregården Hverringe omgivet af brede voldgrave.
Området blev fredet frivilligt  i 1955  af ejeren af Hverringe, og kan besøges på i bil, på cykel eller til fods, ad vejen fra herregården Hverringe til Stavre. Der er stier fra P-pladser ved Bøgebjerg Strand og Mølleskov som giver adgang til stranden.
De nordøstlige af området  er en del af Natura 2000-område nr. 109 Havet mellem Romsø og Hindsholm samt Romsø.

## Plantelivet
De fredede men intensivt opdyrkede landbrugsarealer på Hverringe Gods brydes stedvist af enlige træer samt stengærder og markhegn med trægrupper. Bøg, eg, ask, æble, pære og tjørn er dominerende træarter.
På nogle af de udyrkede arealer finder man salepgøgeurt, der her har en af sine eneste bestande på Fyn.
Stengærder er flere steder levested for en artsrig flora af både vilde og indførte planter. Bregnearter som engelsød og almindelig mangeløv træffes almindeligt. Stengærderne huser desuden en flora af indførte prydplanter som vild tulipan og vår-brunrod , som især forekommer på gærderne omkring hovedbygningen.  Gamle krydderi- og lægeurter forekommer også. Endelig spiller lav- og mosfloraen, som danner en smukke mosaikker af gule, grønne, grå og hvide felter en rolle.

## Dyrelivet
Langemose ud til Romsø Sund rummer et rigt fugleliv. I selve mosen findes rørspurv, skeand og blishøne mens sanglærke og engpiber, som kan skelnes alene på deres sang og sangflugt, er knyttet til de tørre græsarealer. I forår og forsommer yngler strandskade på kysten. På Stavreshoved er der iagttaget flere arter af dagsommerfugle i sensommeren. Artslisten tæller tre arter af kålsommerfugle foruden admiral, nældens takvinge, nældesommerfugl, lille ildfugl samt to randøjer-arter. Hele fredningen med kyst, skov og landbrugsjorde er levested for bestande af hare og rådyr.